# Де Клерк, Ричард
Ричард де Клерк (англ. Richard de Klerk; род. 27 марта 1984, Ванкувер, Канада) — канадский актёр. Наиболее известен по ролям в фильмах «Повторяющие реальность» (2010) и «Клуб CBGB» (2013). 

## Карьера
В 2009 году де Клерк исполнил заглавную роль (начинающего писателя, который влюбляется в богатую девушку) в малобюджетном драматическом фильме «Коул» режиссёра Карл Бессая. В 2010 он вновь получил роль в фильме Бессая, на этот раз в триллере «Повторяющие реальность», где его партнёрами по съёмкам выступили Дастин Миллиган и Аманда Крю. В этом проекте раскрылся талант де Клерка, как разнопланового актёра — если в «Коуле» он играл застенчивого интеллигента, то здесь же Ричард предстаёт перед зрителями в образе наркомана и психопата, который начинает охоту на своих друзей. 
В 2013 году актёр снялся в фильме «Клуб CBGB», в котором сыграл роль второго плана: Такси Бриэлла, молодого бездомного парня, который становится звукорежиссёром в нью-йоркском клубе CBGB.
В 2024 году стало известно, что Ричард де Клерк присоединился к актёрскому составу второго сезона сериала «Скрежет металла» (адаптация серии игр Twisted Metal). Сезон вышел на экраны в 2025 году, актёр исполнил в нём роль загадочного мотогонщика и собирателя душ, известного как Мистер Гримм.

## Личная жизнь
В 2019 году женился на актрисе Каре Ги.

## Фильмография
| Год       |    | Русское название               | Оригинальное название       | Роль                      |
| --------- | -- | ------------------------------ | --------------------------- | ------------------------- |
| 1998      | с  | Вайпер                         | Viper                       | Тодд Дойл                 |
| 1999      | ф  | Тайна мистера Райза            | Mr. Rice's Secret           | Саймон                    |
| 1999—2001 | с  | Звёздные врата: SG-1           | Stargate SG-1               | Джо / Доминик             |
| 1999      | с  | Тайна нераскрытых преступлений | Cold Squad                  | Джоуи Харрис              |
| 2000      | с  | Чудеса.com                     | So Weird                    | Джордан                   |
| 2000      | с  | Андромеда                      | Andromeda                   | Мэйпс                     |
| 2002      | ф  | Пиф-паф, ты — мёртв            | Bang Bang You’re Dead       | Джесси                    |
| 2005      | с  | 4400                           | The 4400                    | Эван                      |
| 2006      | тф | Совершенно потрясающе          | Totally Awesome             | Ник / Оборотень           |
| 2007—2015 | с  | Сверхъестественное             | Supernatural                | Скотт Кэри / Кит Версон   |
| 2009      | ф  | Коул                           | Cole                        | Коул Чемберс              |
| 2009      | тф | Принц воров                    | Beyond Sherwood Forest      | Уилл Скарлетт             |
| 2010      | ф  | Повторяющие реальность         | Repeaters                   | Майкл Уикс                |
| 2011      | с  | Убежище                        | Sanctuary                   | сержант армии США         |
| 2013      | с  | Читающий мысли                 | The Listener                | Зак Глэдстоун             |
| 2013      | с  | Кедровая бухта                 | Cedar Cove                  | Ленни Уилсон              |
| 2013      | ф  | Клуб «CBGB»                    | CBGB                        | Такси Бриэлл              |
| 2014—2015 | с  | Странная империя               | Strange Empire              | Джеремайя Ловинг          |
| 2015      | с  | Мотив                          | Motive                      | Роберт Монтгомери         |
| 2016      | с  | Царство                        | Reign                       | герцог Федерико де Толедо |
| 2017      | с  | Последний кандидат             | Designated Survivor         | Карлтон Маки              |
| 2018      | ф  | Мой парень — пророк            | Anthem of a Teenage Prophet | Лэнс                      |
| 2020      | с  | —                              | The Detectives              | Дэвид Дикинсон            |
| 2025      | с  | Следопыт                       | Tracker                     | Пит                       |
| 2025      | с  | Скрежет металла                | Twisted Metal               | Мистер Гримм              |